# Phaeosolenia brenckleana
Phaeosolenia brenckleana är en svampart som först beskrevs av Pier Andrea Saccardo, och fick sitt nu gällande namn av W.B. Cooke 1961. Phaeosolenia brenckleana ingår i släktet Phaeosolenia och familjen Inocybaceae.   Inga underarter finns listade i Catalogue of Life.